# Lotte Anker
Lotte Anker (født 1958 i København) er en dansk saxofonist og komponist. Lotte Anker er blandt andet kendt for sit samarbejde med den amerikanske pianist Marilyn Crispell og som co-leder af Copenhagen Art Ensemble.